# Список умерших в 1953 году
В этой статье представлен список известных людей, умерших в 1953 году.
- См. также: Категория:Умершие в 1953 году

## Январь
- 1 января — Илья Пономаренко — Герой Советского Союза.
- 1 января — Максим Пуркаев (58) — советский военачальник, полководец Великой Отечественной войны, генерал армии.
- 1 января — Василий Смоляных (29) — Герой Советского Союза.
- 1 января — Хэнк Уильямс (29) — американский автор-исполнитель, «отец современной музыки кантри».
- 2 января — Герман Замятин (70) — российский историк.
- 2 января — Василий Коляда (32) — капитан Советской Армии, участник Великой Отечественной войны, Герой Советского Союза.
- 2 января — Константин Тихонов (44) — участник Великой Отечественной войны, Герой Советского Союза.
- 2 января — Николай Чернышёв — советский инженер.
- 4 января — Константин Коротеев (51) — советский военачальник, в годы Великой Отечественной войны командующий армиями, Герой Советского Союза.
- 5 января — Яков Дидок (27) — участник Великой Отечественной войны, Герой Советского Союза.
- 6 января — Арий Пазовский (65) — советский дирижёр.
- 9 января — Дмитрий Захаров (64) — советский политический деятель, председатель Верховного Суда Чувашской АССР (1937).
- 9 января — Ханс Онруд (89) — норвежский прозаик, драматург, театральный и литературный критик, мастер малой прозы.
- 11 января — Ной Жордания (83) — грузинский политический деятель.
- 13 января — Сергей Иванов (55) — участник Великой Отечественной войны, Герой Советского Союза.
- 14 января — Афанасий Фокин (45) — участник Великой Отечественной войны, Герой Советского Союза.
- 17 января — Василий Хайло (28) — участник Великой Отечественной войны, Герой Советского Союза.
- 18 января — Александр Нерсесов (55) — юрист.
- 28 января — Леонтий (Смирнов) — деятель Русской православной церкви, архиепископ Архангельский и Холмогорский.
- 28 января — Джеймс Генри Скаллин (76) — австралийский государственный деятель, премьер-министр Австралии (1929—1932).
- 30 января — Валентин Трутенко (71) — российский, а позже украинский военный деятель, подполковник российской императорской армии, генерал-хорунжий Армии УНР.

## Февраль
- 1 февраля — Всеволод Задерацкий (61) — русский и украинский композитор и пианист.
- 3 февраля — София Хейден (84) — американский архитектор.
- 10 февраля — Валентин Комиссаров (28) — Герой Советского Союза.
- 12 февраля — Семён Гудзенко (30) — советский поэт-фронтовик; умер в результате ранений, полученных, когда он попал под трамвай.
- 13 февраля — Лев Мехлис (64) — советский государственный и военный деятель.
- 15 февраля — Таир Культелеев (42) — первый казахский учёный-юрист, один из организаторов правовой науки и юридического образования в Казахстане, крупный исследователь обычного права казахов.
- 15 февраля — Карл Штааф (71) — шведский легкоатлет, олимпийский чемпион.
- 17 февраля — Борис Козубский (66) — украинский общественный и политический деятель, адвокат, журналист.
- 17 февраля — Пётр Ширшов (47) — советский государственный деятель, гидробиолог и полярный исследователь, профессор, Герой Советского Союза.
- 20 февраля — Видунас (84) — литовский драматург, философ, деятель культуры.
- 21 февраля — Эквтиме Такаишвили (90) — грузинский историк, археолог и общественный благотворитель.
- 22 февраля — Иван Сухоручкин (31) — Герой Советского Союза.
- 24 февраля — Сергей Виноградский (96) — выдающийся русский микробиолог.
- 28 февраля — Хельмут Беккер (50) — Бригадефюрер СС и генерал-майор войск СС.

## Март
- 1 марта — Александр Остужев (78) — российский и советский актёр, народный артист СССР.
- 5 марта — Иосиф Сталин (73 или 74) — глава СССР в 1924—1953.
- 5 марта — Марк Либуркин (42) — советский шахматный композитор.
- 5 марта — Сергей Прокофьев (61) — русский советский композитор, один из крупнейших композиторов XX века.
- 8 марта — Берта Румниеце (87) — советская латышская актриса.
- 10 марта — Анатолий (Бусел) — епископ Русской православной церкви, епископ Каменец-Подольский и Проскуровский.
- 13 марта — Йохан Лайдонер (69) — офицер русской армии, военный и государственный деятель Эстонии, главнокомандующий эстонской армией.
- 13 марта — Ян Янковский (70) — польский политический деятель.
- 14 марта — Клемент Готвальд (56) — 5-й президент Чехословакии.
- 19 марта — Аркадий Швецов (61) — русский советский авиаконструктор.
- 20 марта — Сергей Григорьев (77) — российский писатель, автор исторических, приключенческих и фантастических произведений для детей и юношества.
- 20 марта — Николай Шикин (39) — Герой Советского Союза.
- 21 марта — Александр Якубовский (67) — историк-востоковед, член-корреспондент Академии наук СССР (1943), действительный член Академии наук Таджикской ССР.
- 23 марта — Андрей Аузанс (81) — русский и латышский военный, генерал.
- 23 марта — Константин Шеберстов (34) — советский пилот МиГ-15 во время Великой Отечественной войны и Корейской войны, ас.
- 24 марта — Мария Текская (85) — супруга британского короля Георга V, мать Эдуарда VIII и Георга VI, императрица Индии и королева Ирландии (с 1910).
- 24 марта — Феликс Мари Абель (74) — французский учёный-библеист и археолог.
- 26 марта — Сергей Куликов (39) — Герой Советского Союза.
- 29 марта — Туров Нисан (75) — педагог, литератор.
- 30 марта — Александр Экк (76) — филолог, историк, специалист по средневековой русской литературе.
- 31 марта — Сергей Артемьев (43) — советский футболист, нападающий, полузащитник.

## Апрель
- 2 апреля — Гуго Шперле (68) — немецкий военный деятель генерал-фельдмаршал Третьего рейха.
- 2 апреля — Жан Эпштейн (56) — французский кинорежиссёр, теоретик, критик.
- 4 апреля — Кароль II (59) — король Румынии.
- 7 апреля — Анатолий Гейнцельман (73) — русский поэт первой волны эмиграции.
- 11 апреля — Тимоти Детудамо — наурский политик и лингвист; главный вождь Науру.
- 11 апреля — Борис Кидрич (40) — югославский словенский политический деятель.
- 12 апреля — Лайонел Лог (73) — австралийский логопед, наиболее известный тем, что вылечил короля Георга VI, страдавшего заиканием.
- 14 апреля — Иван Быстро (32) — полный кавалер ордена Славы.
- 15 апреля — Хюгель, Густав (82) — австрийский фигурист, выступавший в одиночном катании; трёхкратный чемпион мира (1897, 1899 и 1900 годы), чемпион Европы 1901 года.
- 16 апреля — Грачья Ачарян (83) — армянский учёный-лингвист.
- 17 апреля — Владимир Хенкин (69 — российский и советский актёр, народный артист РСФСР.
- 18 апреля — Василий Долгополов (47) — участник Великой Отечественной войны, Герой Советского Союза.
- 20 апреля — Дмитрий Сосновский (66) — ботаник, систематик и ботаникогеограф.
- 27 апреля — Владимир Егорович (33) — капитан Советской Армии, участник Великой Отечественной войны, Герой Советского Союза.
- 28 апреля — Сара Адлер — российская и американская актриса еврейского театра.

## Май
- 1 мая — Александр Кочетков (52) — русский советский поэт, переводчик, автор «Баллады о прокуренном вагоне».
- 4 мая — Георгий Олтаржевский (73) — московский архитектор и предприниматель-домовладелец, автор проектов доходных домов.
- 4 мая — Николай Холодный (70) — русский, советский учёный-биолог.
- 8 мая — Вениамин Каган (84) — российский и советский математик, доктор физико-математических наук, профессор МГУ.
- 9 мая — Михаил Котельников (49) — генерал-майор авиации.
- 11 мая — Александр Нагорный (65) — украинский геронтолог и физиолог.
- 11 мая — Алексей Перелёт (39) — Герой Советского Союза.
- 11 мая — Анатолий Чернов (34) — Герой Советского Союза.
- 14 мая — Тамара Абакелия (47) — грузинский скульптор и художник.
- 16 мая — Арнольдс Курше (57) — офицер русской, латвийской армии и латышского легиона.
- 17 мая — Владимир Баюков (51) — советский военный деятель, генерал-лейтенант интендантской службы.
- 21 мая — Эрнст Цермело (81) — немецкий математик.
- 22 мая — Николай Балакин (30) — гвардии капитан, Герой Советского Союза.
- 28 мая — Дмитрий Нестеренко (46) — Герой Советского Союза.
- 29 мая — Алексей Симонов — полный кавалер Ордена Славы.
- 31 мая — Владимир Татлин (67) — русский и советский живописец, график, дизайнер и художник театра.

## Июнь
- 1 июня — Сергей Мартышкин (37) — Герой Советского Союза.
- 4 июня — Нато Вачнадзе (48) — советская грузинская актриса.
- 4 июня — Адам Эгеде-Ниссен — деятель норвежского рабочего и коммунистического движения.
- 5 июня — Билл Тилден (60) — выдающийся американский теннисист.
- 6 июня — Иван Репин — гвардии старшина, полный кавалер Ордена Славы.
- 6 июня — Фред Шеффер (38) — немецко-американский географ.
- 10 июня — Евгений Филипских (38) — полковник, Герой Советского Союза.
- 13 июня — Василий Андреянов (38) — гвардии старший сержант танковых войск, Герой Советского Союза.
- 14 июня — Осип Абдулов (52) — советский актёр театра и кино, режиссёр, народный артист РСФСР.
- 14 июня — Виктор Шифф (58) — немецкий журналист и писатель.
- 15 июня — Азим Аслан оглы Азимзаде (63) — азербайджанский художник.
- 16 июня — Иван Векилов (58) — советский военачальник, генерал-лейтенант артиллерии.
- 15 июня — Григорий Болтянский (68) — российский и советский деятель кино, историк кино, киновед, профессор, заслуженный деятель искусств РСФСР, один из основателей советского кинематографа.
- 17 июня — Иван Корнилов (53) — советский военачальник, генерал-майор.
- 19 июня — Александр Аркийер (63) — французский актёр немого кино.
- 19 июня — Джулиус и Этель Розенберги (35 и 37) — американские коммунисты, обвинённые в шпионаже в пользу СССР; казнены на электрическом стуле.
- 20 июня — Дмитрий Белянкин (76) — русский советский учёный, геолог.
- 20 июня — Хендрик де Ман (67) — бельгийский социальный психолог, теоретик социализма и политик; (погиб под поездом).
- 20 июня — Пётр Фёдоров (46) — старшина, полный кавалер ордена Славы.
- 22 июня — Николай Омелечко (30) — гвардии лейтенант, Герой Советского Союза.
- 24 июня — Александр Емельянов (48) — советский государственный и партийный деятель, председатель Исполнительного комитета Сахалинского областного Совета (1948—1953).
- 25 июня — Александр Осмёркин (60) — советский художник и педагог.
- 29 июня — Иван Горбунов (38) — подполковник ВВС, Герой Советского Союза (погиб в бою).
- 29 июня — Василий Яковлев (60) — советский живописец.
- 30 июня — Эльза Бесков (79) — шведская детская писательница и иллюстратор детских книг.
- 30 июня — Всеволод Пудовкин (60) — советский кинорежиссёр, народный артист СССР.

## Июль
- 3 июля — Эмиль Кауфман — австрийский историк искусства.
- 4 июля — Пётр Котов (63) — советский живописец.
- 12 июля — Влодзимеж Хомицкий — автор первого забитого гола в истории польского футбола.
- 14 июля — Рихард Эдлер фон Мизес (70) — математик и механик австрийского происхождения.
- 15 июля — Эрик Нёльтинг (60) — немецкий политик, член СДПГ, первый министр экономики земли Северный Рейн-Вестфалия; инфаркт миокарда.
- 19 июля — Тимофей Хрюкин (43) — Герой Советского Союза.
- 24 июля — Тынис Ротберг (70) — эстонский и советский военный деятель.
- 26 июля — Иван Симаков (47) — майор Советской армии участник Великой Отечественной войны, Герой Советского Союза.
- 27 июля — Иван Мясоедов (71) — русский художник, мастер живописи и графики, представитель символизма и модерна, создатель почтовых марок.
- 31 июля — Николай Зелинский (92) — выдающийся российский химик-органик, создатель научной школы, один из основоположников органического катализа и нефтехимии.
- 31 июля — Йонас Марцинкявичюс (52) — литовский и советский писатель, поэт, драматург, журналист.
- 31 июля — Корнель Макушинский (69) — польский прозаик, поэт, фельетонист, театральный критик, публицист, член Польской Академии литературы.
- 31 июля — Георг Цахариас (69) — немецкий пловец, олимпийский чемпион.

## Август
- 1 августа — Янис Мендрикс (46) — священник Римско-католической церкви.
- 2 августа — Борис Куфтин (61) — советский археолог и этнограф, академик АН Грузинской ССР.
- 9 августа — Огюст Жиро (83) — французский регбист, олимпийский чемпион.
- 11 августа — Григорий Олейник (37) — советский военный лётчик, участник Великой Отечественной войны, Герой Советского Союза.
- 12 августа — Евгений Патон (83) — советский учёный в области сварки и мостостроения, руководитель Института сварки.
- 13 августа — Димитрий Аракишвили (80) — грузинский композитор и педагог.
- 14 августа — Алиби Джангильдин (69) — революционер, участник гражданской войны.
- 17 августа — Алексей Субботин (54) — генерал-майор.
- 23 августа — Газий Загитов (32) — участник штурма Рейхстага.
- 25 августа — Пётр Бицилли (73) — российский учёный, историк.
- 25 августа — Яков Проскурин (49) — участник Великой Отечественной войны, Герой Советского Союза.
- 26 августа — Николай Ляшко (68) — русский советский прозаик.
- 27 августа — Георгий Буриченков (59) — генерал-майор Советской Армии.
- 30 августа — Фёдор Ротштейн (82) — русский революционер, политэмигрант, деятель левого движения Великобритании, англо-советский дипломат, учёный, первый посол Советской России в Персии, первый директор Института мирового хозяйства и мировой политики.
- 30 августа — Иван Снигирёв (38) — полный кавалер ордена Славы.

## Сентябрь
- 6 сентября — Борис Вершинин (54) — генерал-лейтенант Советской Армии, участник Первой мировой, Гражданской, советско-финской и Великой Отечественной войн.
- 7 сентября — Нобуюки Абэ (78) — японский военный и политический деятель.
- 7 сентября — Николай Евреинов (74) — русский и французский режиссёр, драматург, теоретик и преобразователь театра, историк театрального искусства, философ и лицедей, музыкант, художник и психолог.
- 8 сентября — Йоханнес Бауман (78) — швейцарский политик, президент в течение 1938 года.
- 9 сентября — Борис Греков (71) — советский историк и общественный деятель.
- 11 сентября — Михаил Шуйский (69) — русский советский оперный певец.
- 12 сентября — Хуго Шмайссер (68) — немецкий конструктор стрелкового оружия.
- 15 сентября — Эрих Мендельсон (66) — немецкий архитектор, экспрессионист.
- 17 сентября — Виктор Галкин (52) — капитан Рабоче-крестьянской Красной Армии, участник Великой Отечественной войны, Герой Советского Союза.
- 17 сентября — Иван Коноплин (58) — прозаик, поэт, критик, драматург, публицист, кадровый военный, разведчик.
- 22 сентября — Никита Степанов (39) — участник Великой Отечественной войны, Герой Советского Союза.
- 23 сентября — Алексей Шварц — российский военный деятель, генерал-лейтенант, инженер.
- 24 сентября — Иван Уверов (58) — участник Гражданской войны, кавалер трёх орденов Боевого Красного Знамени.
- 28 сентября — Эдвин Хаббл (63) — американский астроном.

## Октябрь
- 6 октября — Вера Мухина (64) — русский советский скульптор, Народный художник СССР.
- 8 октября — Александр Марков (37) — участник Великой Отечественной войны, Герой Советского Союза.
- 8 октября — Николай Широков — гвардии старшина Красной армии, участник Великой Отечественной войны и полный кавалер ордена Славы.
- 10 октября — Константин Трембач (33) — участник Великой Отечественной войны, Герой Советского Союза.
- 13 октября — Николай Кирюхин (57) — участник Великой Отечественной войны, Герой Советского Союза.
- 16 октября — Лаврентий Лопас — ветеринарный врач, литовский общественный деятель, депутат Государственной думы I созыва от Ковенской губернии.
- 16 октября — Сергей Трофименко (54) — участник Великой Отечественной войны, Герой Советского Союза.
- 18 октября — Симха Асаф (64) — израильский историк, исследователь раввинистической литературы. Судья Верховного суда Израиля (1949).
- 20 октября — Вернер Баумбах (36) — немецкий пилот бомбардировочных частей люфтваффе, оберст.
- 20 октября — Владимир Зензинов (72) — российский политический деятель.
- 22 октября — Евгений Александров (64) — российский и советской военный инженер, генерал-майор Советской Армии, ветеран трёх войн.
- 22 октября — Николай Янков (34) — участник Великой Отечественной войны, Герой Советского Союза.
- 23 октября — Шломо Гилельс (80) — еврейский писатель и педагог.
- 25 октября — Михаил Кушнов (29) — участник Великой Отечественной войны, Герой Советского Союза.
- 25 октября — Иван Мацак (43) — старшина Рабоче-крестьянской Красной Армии, участник Великой Отечественной войны, Герой Советского Союза.
- 30 октября — Егор Абакумов (57 или 58) — деятель угольной промышленности.
- 30 октября — Имре Кальман (71) — венгерский композитор, автор популярных оперетт.

## Ноябрь
- 1 ноября — Анатолий Цыбарев (29) — участник Великой Отечественной войны, полный кавалер ордена Славы.
- 3 ноября — Александр Канин (75) — русский и советский актёр, театральный режиссёр.
- 6 ноября — Алигейдар Ибрагимов (46) — советский военнослужащий, участник Великой Отечественной войны, гвардии майор РККА.
- 8 ноября — Иван Бунин (83) — выдающийся русский писатель, поэт, лауреат Нобелевской премии по литературе за 1933 год.
- 8 ноября — Мечисловас Рейнис (69) — епископ Римско-католической церкви.
- 8 ноября — Иван Смородинов (59) — советский военачальник, генерал-полковник.
- 9 ноября — Абдель Азиз ибн Сауд (72) — первый король Саудовской Аравии.
- 15 ноября — М. Ильин (57) — русский советский писатель, инженер-химик. Младший брат С. Я. Маршака.
- 17 ноября — Алексей Тюльга (31) — Герой Советского Союза.
- 18 ноября — Алексей Фесенко (31) — Герой Советского Союза.
- 22 ноября — Маноэл де Агиар Фагундес (46) — бразильский футболист.
- 27 ноября — Юджин Гладстон О’Нил (65) — американский драматург, лауреат Нобелевской премии по литературе, лауреат Пулитцеровской премии.
- 29 ноября — Иван Бойко — старшина Рабоче-крестьянской Красной Армии, участник Великой Отечественной войны, Герой Советского Союза.
- 29 ноября — Эрнест Барнс (79) — английский математик, специалист по теории функций, впоследствии теолог и епископ Бирмингема.
- 30 ноября — Лео Пауль Шрамм (61) — австрийско-австралийский пианист и композитор.

## Декабрь
- 1 декабря — Ушанги Чхеидзе (55) — грузинский актёр.
- 2 декабря — Реджинальд Бейкер (69) — австралийский спортсмен.
- 4 декабря — Лазарь Бронтман (48) — советский журналист (псевдоним Лев Огнев).
- 5 декабря — Александр Варваркин (53) — генерал-майор Советской Армии, участник Гражданской и Великой Отечественной войн.
- 5 декабря — Мьютон-Вуд, Ноэл (31) — британский пианист и композитор австралийского происхождения.
- 8 декабря — Мария Андреева (85) — русская актриса.
- 11 декабря — Павел Быков (64) — советский государственный и партийный деятель.
- 12 декабря — Дмитрий Дрёмин (57) — генерал-майор; Герой Советского Союза.
- 13 декабря — Владимир Ненароков (73) — российский и советский шахматист, шахматный теоретик, мастер спорта СССР.
- 17 декабря — Василий Кардашов (40) — гвардии старший сержант, полный кавалер ордена Славы.
- 18 декабря — Гуальтьер Боссе (76) — русский и советский оперный певец.
- 23 декабря — Лаврентий Берия (54) — советский государственный и политический деятель, Маршал Советского Союза (1945), Герой Социалистического Труда; расстрелян (по другой версии, убит при задержании 26 июня 1953).
- 23 декабря — Лев Влодзимирский (48) — деятель советских органов госбезопасности; генерал-лейтенант; расстрелян.
- 23 декабря — Сергей Гоглидзе (40) — деятель ВЧК — ОГПУ — НКВД — МГБ, 1-й заместитель министра государственной безопасности СССР в 1952–1953, генерал-полковник; расстрелян.
- 23 декабря — Владимир Деканозов (55) — советский государственный и политический деятель, дипломат, сотрудник спецслужб; генерал-лейтенант; расстрелян.
- 23 декабря — Всеволод Меркулов (58) — советский государственный и политический деятель; , генерал армии; расстрелян.
- 23 декабря — Павел Мешик (43) — деятель органов государственной безопасности СССР, генерал-лейтенант; расстрелян.
- 24 декабря — Карл Пий Австрийский (44) — австрийский эрцгерцог из Тосканской ветви династии Габсбург-Лотарингских.
- 24 декабря — Семён Козак (51) — гвардии генерал-майор Советской Армии, дважды Герой Советского Союза.
- 26 декабря — Юлиус Бретц (83) — немецкий художник-пейзажист и график.
- 27 декабря — Юлиан Тувим (59) — знаменитый польский поэт и прозаик.
- 27 декабря — Юзеф Турчинский (69) — польский пианист.
- 28 декабря — Александр Барков (80) — российский советский географ.
- 28 декабря — Леонтий Котляр (52) — генерал-полковник инженерных войск, Герой Советского Союза.
- 29 декабря — Николай Дроздов (91) — крупнейший российский и советский учёный в области проектирования ствольных артиллерийских систем и внутренней баллистики.
- 31 декабря — Николай Дорохин (48) — советский актёр, народный артист РСФСР.

## Дата неизвестна или требует уточнения
- Сосланбек Едзиев (87 или 88) — осетинский скульптор и архитектор.
- Александр Экк (76 или 77) — русский учёный-лингвист.